# Hráčské statistiky Barbory Krejčíkové
Hráčské statistiky Barbory Krejčíkové zahrnují výsledky tenisové kariéry profesionální tenistky, dvanáctinásobné grandslamové vítězky a bývalé světové jedničky ve čtyřhře žen.
Na okruhu WTA vyhrála osm singlových titulů včetně Dubai Tennis Championships 2023 z kategorie WTA 1000. Triumfy na French Open 2021 a ve Wimbledonu 2024 se v rámci samostatného Česka stala prvním tenistou, který zvítězil ve dvouhře dvou různých grandslamů. Ve čtyřhře přidala devatenáct titulů, z toho sedm grandslamových i trofej na Turnaji mistryň. Zlatou medaili získala v ženské čtyřhře tokijských olympijských her. Společně se Siniakovou zkompletovaly jako první ženský pár v historii kariérní Super Slam. Jednu deblovou trofej získala v kategorii WTA 125. Třikrát zvítězila v mixu na Australian Open. V rámci okruhu ITF přidala čtrnáct turnajových výher z dvouhry a devatenáct ze čtyřhry. Jednou zvítězila ve Fed Cupu.

## Finále velkých turnajů

### Grand Slam

#### Ženská dvouhra: 2 (2–0)
| Stav    | rok  | turnaj      | povrch | soupeřka ve finále         | výsledek      |
| ------- | ---- | ----------- | ------ | -------------------------- | ------------- |
| Vítězka | 2021 | French Open | antuka | Anastasija Pavljučenkovová | 6–1, 2–6, 6–4 |
| Vítězka | 2024 | Wimbledon   | tráva  | Jasmine Paoliniová         | 6–2, 2–6, 6–4 |

#### Ženská čtyřhra: 8 (7–1)
| Stav       | rok  | turnaj              | povrch | spoluhráčka        | soupeřky ve finále                         | výsledek           |
| ---------- | ---- | ------------------- | ------ | ------------------ | ------------------------------------------ | ------------------ |
| Vítězka    | 2018 | French Open         | antuka | Kateřina Siniaková | Eri Hozumiová Makoto Ninomijová            | 6–3, 6–3           |
| Vítězka    | 2018 | Wimbledon           | tráva  | Kateřina Siniaková | Květa Peschkeová Nicole Melicharová        | 6–4, 4–6, 6–0      |
| Finalistka | 2021 | Australian Open     | tvrdý  | Kateřina Siniaková | Elise Mertensová Aryna Sabalenková         | 2–6, 3–6           |
| Vítězka    | 2021 | French Open (2)     | antuka | Kateřina Siniaková | Bethanie Matteková-Sandsová Iga Świąteková | 6–4, 6–2           |
| Vítězka    | 2022 | Australian Open     | tvrdý  | Kateřina Siniaková | Anna Danilinová Beatriz Haddad Maiová      | 6–7(3–7), 6–4, 6–4 |
| Vítězka    | 2022 | Wimbledon (2)       | tráva  | Kateřina Siniaková | Elise Mertensová Čang Šuaj                 | 6–2, 6–4           |
| Vítězka    | 2022 | US Open             | tvrdý  | Kateřina Siniaková | Caty McNallyová Taylor Townsendová         | 3–6, 7–5, 6–1      |
| Vítězka    | 2023 | Australian Open (2) | tvrdý  | Kateřina Siniaková | Šúko Aojamová Ena Šibaharaová              | 6–4, 6–3           |

#### Smíšená čtyřhra: 3 (3–0)
| Stav    | rok  | turnaj              | povrch | spoluhráč     | soupeři ve finále                     | výsledek         |
| ------- | ---- | ------------------- | ------ | ------------- | ------------------------------------- | ---------------- |
| Vítězka | 2019 | Australian Open     | tvrdý  | Rajeev Ram    | Astra Sharmaová John-Patrick Smith    | 7–6(7–3), 6–1    |
| Vítězka | 2020 | Australian Open (2) | tvrdý  | Nikola Mektić | Bethanie Mattek-Sandsová Jamie Murray | 5–7, 6–4, [10–1] |
| Vítězka | 2021 | Australian Open (3) | tvrdý  | Rajeev Ram    | Samantha Stosurová Matthew Ebden      | 6–1, 6–4         |

### Čtyřhra: 3 (1–2)
| Stav       | rok  | turnaj                                | povrch    | spoluhráčka        | soupeřky ve finále                      | výsledek         |
| ---------- | ---- | ------------------------------------- | --------- | ------------------ | --------------------------------------- | ---------------- |
| Finalistka | 2018 | WTA Finals, Singapur                  | tvrdý (h) | Kateřina Siniaková | Tímea Babosová Kristina Mladenovicová   | 4–6, 5–7         |
| Vítězka    | 2021 | WTA Finals, Guadalajara, Mexiko       | tvrdý     | Kateřina Siniaková | Sie Šu-wej Elise Mertensová             | 6–3, 6–4         |
| Finalistka | 2022 | WTA Finals, Fort Worth, Spojené státy | tvrdý (h) | Kateřina Siniaková | Veronika Kuděrmetovová Elise Mertensová | 2–6, 6–4, [9–11] |

### Utkání o olympijské medaile

#### Ženská čtyřhra: 1 (1 zlato)
| Stav  | rok  | místo konání    | povrch | spoluhráčka        | soupeřky                               | výsledek |
| ----- | ---- | --------------- | ------ | ------------------ | -------------------------------------- | -------- |
| Zlato | 2020 | Tokio, Japonsko | tvrdý  | Kateřina Siniaková | Belinda Bencicová Viktorija Golubicová | 7–5, 6–1 |

## Postavení na žebříčku WTA

### Dvouhra
| Počet týdnů na žebříčku WTA                         | Počet týdnů na žebříčku WTA | Počet týdnů na žebříčku WTA | Počet týdnů na žebříčku WTA | Počet týdnů na žebříčku WTA |
| do úrovně                                           | poprvé                      | naposledy                   | počet týdnů                 | nejvíc v řadě               |
| --------------------------------------------------- | --------------------------- | --------------------------- | --------------------------- | --------------------------- |
| Top 100                                             | 12. října 2020              | aktivní (253)               | 253                         | 253                         |
| Top 50                                              | 15. března 2021             | 13. července 2025           | 226                         | 226                         |
| Top 20                                              | 14. června 2021             | 13. července 2025           | 168                         | 62                          |
| Top 10                                              | 9. srpna 2021               | 26. ledna 2025              | 80                          | 43                          |
| Top 5                                               | 20. září 2021               | 5. června 2022              | 37                          | 37                          |
| Top 3                                               | 1. listopadu 2021           | 5. června 2022              | 19                          | 9                           |
| Top 2                                               | 28. února 2022              | 5. června 2022              | 10                          | 4                           |
| tučně – aktivní šňůra, aktualizováno 11. srpna 2025 |                             |                             |                             |                             |

### Čtyřhra
| Období na pozici světové jedničky – čtyřhra | Období na pozici světové jedničky – čtyřhra | Období na pozici světové jedničky – čtyřhra | Období na pozici světové jedničky – čtyřhra | Období na pozici světové jedničky – čtyřhra |
| Č.                                          | Den nástupu                                 | Datum odchodu                               | Počet týdnů                                 |                                             |
| ------------------------------------------- | ------------------------------------------- | ------------------------------------------- | ------------------------------------------- | ------------------------------------------- |
| 1.                                          | 22. října 2018                              | 13. ledna 2019                              | 12                                          |                                             |
| 3.                                          | 14. června 2019                             | 11. července 2019                           | 4                                           |                                             |
| 3.                                          | 27. září 2021                               | 17. listopadu 2021                          | 3                                           |                                             |
| Celkem                                      | Celkem                                      | Celkem                                      | 19                                          |                                             |

## Finále na okruhu WTA Tour
| Legenda                                                 |
| ------------------------------------------------------- |
| D – dvouhra; Č – čtyřhra                                |
| Grand Slam (2–0 D; 7–1 Č)                               |
| Olympijské hry (1–0 Č)                                  |
| Turnaj mistryň (1–2 Č)                                  |
| Premier Mandatory & Premier 5 / WTA 1000 (1–1 D; 3–3 Č) |
| Premier / WTA 500 (2–2 D; 2–2 Č)                        |
| International / WTA 250 (3–2 D; 5–3 Č)                  |

### Dvouhra: 13 (8–5)
| Stav       | č. | datum             | turnaj                                | kategorie     | povrch    | soupeřka ve finále         | výsledek           |
| ---------- | -- | ----------------- | ------------------------------------- | ------------- | --------- | -------------------------- | ------------------ |
| Finalistka | 1. | 27. května 2017   | Norimberk, Německo                    | International | antuka    | Kiki Bertensová            | 2–6, 1–6           |
| Finalistka | 2. | 13. března 2021   | Dubaj, Spojené arabské emiráty        | WTA 1000      | tvrdý     | Garbiñe Muguruzaová        | 6–7(6–8), 3–6      |
| Vítězka    | 1. | 29. května 2021   | Štrasburk, Francie                    | WTA 250       | antuka    | Sorana Cîrsteaová          | 6–3, 6–3           |
| Vítězka    | 2. | 12. června 2021   | French Open, Paříž, Francie           | Grand Slam    | antuka    | Anastasija Pavljučenkovová | 6–1, 2–6, 6–4      |
| Vítězka    | 3. | 18. července 2021 | Praha, Česko                          | WTA 250       | tvrdý     | Tereza Martincová          | 6–2, 6–0           |
| Finalistka | 3. | 15. ledna 2022    | Sydney, Austrálie                     | WTA 500       | tvrdý     | Paula Badosová             | 3–6, 6–4, 6–7(4–7) |
| Vítězka    | 4. | 2. října 2022     | Tallinn, Estonsko                     | WTA 250       | tvrdý (h) | Anett Kontaveitová         | 6–2, 6–3           |
| Vítězka    | 5. | 9. října 2022     | Ostrava, Česko                        | WTA 500       | tvrdý (h) | Iga Świąteková             | 5–7, 7–6(7–4), 6–3 |
| Vítězka    | 6. | 25. února 2023    | Dubaj, Spojené arabské emiráty        | WTA 1000      | tvrdý     | Iga Świąteková             | 6–4, 6–2           |
| Finalistka | 4. | 25. června 2023   | Birmingham, Spojené království        | WTA 250       | tráva     | Jeļena Ostapenková         | 6–7(8–10), 4–6     |
| Vítězka    | 7. | 16. září 2023     | San Diego, Spojené státy              | WTA 500       | tvrdý     | Sofia Keninová             | 6–4, 2–6, 6–4      |
| Finalistka | 5. | 15. října 2023    | Čeng-čou, Čína                        | WTA 500       | tvrdý     | Čeng Čchin-wen             | 6–2, 2–6, 4–6      |
| Vítězka    | 8. | 13. července 2024 | Wimbledon, Londýn, Spojené království | Grand Slam    | tráva     | Jasmine Paoliniová         | 6–2, 2–6, 6–4      |

### Čtyřhra: 30 (19–11)
| Stav       | č.  | datum              | turnaj                                    | kategorie         | povrch    | spoluhráčka          | soupeřky ve finále                         | výsledek              |
| ---------- | --- | ------------------ | ----------------------------------------- | ----------------- | --------- | -------------------- | ------------------------------------------ | --------------------- |
| Finalistka | 1.  | 13. října 2014     | Lucemburk, Lucembursko                    | International     | tvrdý (h) | Lucie Hradecká       | Timea Bacsinszká Kristina Barroisová       | 6–3, 4–6, [4–10]      |
| Vítězka    | 1.  | 20. září 2015      | Quebec, Kanada                            | International     | tvrdý (h) | An-Sophie Mestachová | María Irigoyenová Paula Kaniová            | 4–6, 6–3, [12–10]     |
| Finalistka | 2.  | 14. února 2016     | Petrohrad, Rusko                          | Premier           | tvrdý (h) | Věra Duševinová      | Martina Hingisová Sania Mirzaová           | 3–6, 1–6              |
| Finalistka | 3.  | 29. července 2017  | Båstad, Švédsko                           | International     | antuka    | María Irigoyenová    | Quirine Lemoineová Arantxa Rusová          | 6–3, 3–6, [8–10]      |
| Finalistka | 4.  | 6. ledna 2018      | Šen-čen, Čína                             | International     | tvrdý     | Kateřina Siniaková   | Simona Halepová Irina-Camelia Beguová      | 6–1, 1–6, [8–10]      |
| Finalistka | 5.  | 1. dubna 2018      | Miami, Spojené státy                      | Premier Mandatory | tvrdý     | Kateřina Siniaková   | Ashleigh Bartyová Coco Vandewegheová       | 2–6, 1–6              |
| Vítězka    | 2.  | 10. června 2018    | French Open, Paříž, Francie               | Grand Slam        | antuka    | Kateřina Siniaková   | Eri Hozumiová Makoto Ninomijová            | 6–3, 6–3              |
| Vítězka    | 3.  | 14. července 2018  | Wimbledon, Londýn, Spojené království     | Grand Slam        | tráva     | Kateřina Siniaková   | Květa Peschkeová Nicole Melicharová        | 6–4, 4–6, 6–0         |
| Finalistka | 6.  | 28. října 2018     | Singapur                                  | Turnaj mistryň    | tvrdý (h) | Kateřina Siniaková   | Tímea Babosová Kristina Mladenovicová      | 4–6, 5–7              |
| Finalistka | 7.  | 16. března 2019    | Indian Wells, Spojené státy               | Premier Mandatory | tvrdý     | Kateřina Siniaková   | Elise Mertensová Aryna Sabalenková         | 3–6, 2–6              |
| Vítězka    | 4.  | 11. srpna 2019     | Toronto, Kanada                           | Premier 5         | tvrdý     | Kateřina Siniaková   | Anna-Lena Grönefeldová Demi Schuursová     | 7–5, 6–0              |
| Vítězka    | 5.  | 13. října 2019     | Linec, Rakousko                           | International     | tvrdý (h) | Kateřina Siniaková   | Barbara Haasová Xenia Knollová             | 6–4, 6–3              |
| Vítězka    | 6.  | 11. ledna 2020     | Šen-čen, Čína                             | International     | tvrdý     | Kateřina Siniaková   | Čeng Saj-saj Tuan Jing-jing                | 6–2, 3–6, [10–4]      |
| Finalistka | 8.  | 22. února 2020     | Dubaj, Spojené arabské emiráty            | Premier           | tvrdý     | Čeng Saj-saj         | Sie Šu-wej Barbora Strýcová                | 5–7, 6–3, [5–10]      |
| Vítězka    | 7.  | 7. února 2021      | Melbourne, Austrálie                      | WTA 500           | tvrdý     | Kateřina Siniaková   | Čan Chao-čching Latisha Chan               | 6–3, 7–6(7–4)         |
| Finalistka | 9.  | 19. února 2021     | Australian Open, Melborune, Austrálie     | Grand Slam        | tvrdý     | Kateřina Siniaková   | Elise Mertensová Aryna Sabalenková         | 2–6, 3–6              |
| Vítězka    | 8.  | 8. května 2021     | Madrid, Španělsko                         | WTA 1000          | antuka    | Kateřina Siniaková   | Gabriela Dabrowská Demi Schuursová         | 6–4, 6–3              |
| Vítězka    | 9.  | 13. června 2021    | French Open, Paříž, Francie (2)           | Grand Slam        | antuka    | Kateřina Siniaková   | Bethanie Matteková-Sandsová Iga Świąteková | 6–4, 6–2              |
| Vítězka    | 10. | 1. srpna 2021      | Tokio, Japonsko                           | Olympijské hry    | tvrdý     | Kateřina Siniaková   | Belinda Bencicová Viktorija Golubicová     | 7–5, 6–1              |
| Vítězka    | 11. | 17. listopadu 2021 | Guadalajara, Mexiko                       | Turnaj mistryň    | tvrdý     | Kateřina Siniaková   | Sie Šu-wej Elise Mertensová                | 6–3, 6–4              |
| Vítězka    | 12. | 30. ledna 2022     | Australian Open, Melbourne, Austrálie     | Grand Slam        | tvrdý     | Kateřina Siniaková   | Anna Danilinová Beatriz Haddad Maiová      | 6–7(3–7), 6–4, 6–4    |
| Vítězka    | 13. | 10. července 2022  | Wimbledon, Londýn, Spojené království (2) | Grand Slam        | tráva     | Kateřina Siniaková   | Elise Mertensová Čang Šuaj                 | 6–2, 6–4              |
| Vítězka    | 14. | 11. září 2022      | US Open, New York, Spojené státy          | Grand Slam        | tvrdý     | Kateřina Siniaková   | Caty McNallyová Taylor Townsendová         | 3–6, 7–5, 6–1         |
| Finalistka | 10. | 7. listopadu 2022  | Fort Worth, Spojené státy                 | Turnaj mistryň    | tvrdý (h) | Kateřina Siniaková   | Veronika Kuděrmetovová Elise Mertensová    | 2–6, 6–4, [9–11]      |
| Vítězka    | 15. | 29. ledna 2023     | Australian Open, Melbourne, Austrálie (2) | Grand Slam        | tvrdý     | Kateřina Siniaková   | Šúko Aojamová Ena Šibaharaová              | 6–4, 6–3              |
| Vítězka    | 16. | 18. března 2023    | Indian Wells, Spojené státy               | WTA 1000          | tvrdý     | Kateřina Siniaková   | Beatriz Haddad Maiová Laura Siegemundová   | 6–1, 6–7(3–7), [10–7] |
| Vítězka    | 17. | 25. června 2023    | Birmingham, Spojené království            | WTA 250           | tráva     | Marta Kosťuková      | Storm Hunterová Alycia Parksová            | 6–2, 7–6(9–7)         |
| Vítězka    | 18. | 16. září 2023      | San Diego, Spojené státy                  | WTA 500           | tvrdý     | Kateřina Siniaková   | Danielle Collinsová Coco Vandewegheová     | 6–1, 6–4              |
| Finalistka | 11. | 5. května 2024     | Madrid, Španělsko                         | WTA 1000          | antuka    | Laura Siegemundová   | Cristina Bucșová Sara Sorribesová Tormová  | 0–6, 2–6              |
| Vítězka    | 13. | 26. července 2024  | Praha, Česko                              | WTA 250           | antuka    | Kateřina Siniaková   | Bethanie Mattek-Sandsová Lucie Šafářová    | 6–3, 6–3              |

## Finále série WTA 125
| Legenda                  |
| ------------------------ |
| D – dvouhra; Č – čtyřhra |
| WTA 125 (1–0 Č)          |

### Čtyřhra: 1 (1–0)
| Stav    | č. | datum              | turnaj           | povrch    | spoluhráčka      | soupeřky ve finále                         | výsledek         |
| ------- | -- | ------------------ | ---------------- | --------- | ---------------- | ------------------------------------------ | ---------------- |
| Vítězka | 1. | 15. listopadu 2015 | Limoges, Francie | tvrdý (h) | Mandy Minellaová | Margarita Gasparjanová Oxana Kalašnikovová | 1–6, 7–5, [10–6] |

## Finále na okruhu ITF
| Dotace turnajů okruhu ITF | Dotace turnajů okruhu ITF |
| ------------------------- | ------------------------- |
| 100 000 $ tournaments     | 80 000 $ tournaments      |
| 75 000 $ tournaments      | 60 000 $ tournaments      |
| 50 000 $ tournaments      | 25 000 $ tournaments      |
| 15 000 $ tournaments      | 10 000 $ tournaments      |

### Dvouhra: 21 (14–7)
| Stav       | č.  | datum              | turnaj                     | povrch     | soupeřka ve finále   | výsledek           |
| ---------- | --- | ------------------ | -------------------------- | ---------- | -------------------- | ------------------ |
| Finalistka | 1.  | 3. září 2011       | Osijek, Chorvatsko         | antuka     | Petra Sunićová       | 6–4, 0–6, 2–6      |
| Vítězka    | 1.  | 21. října 2012     | Dubrovník, Chorvatsko      | antuka     | Polina Lejkinová     | 6–4, 6–1           |
| Finalistka | 2.  | 21. dubna 2013     | Šibenik, Chorvatsko        | antuka     | Agnes Buktová        | 6–3, 6–2           |
| Vítězka    | 2.  | 6. října 2013      | Solin, Bulharsko           | antuka     | Tereza Malíková      | 6–2, 6–2           |
| Vítězka    | 3.  | 27. října 2013     | Dubrovník, Chorvatsko (2)  | antuka     | Polona Rebersaková   | 6–1, 3–6, 6–0      |
| Vítězka    | 4.  | 3. listopadu 2013  | Umag, Chorvatsko           | antuka     | Agnes Buktová        | 6–1, 6–4           |
| Vítězka    | 5.  | 25. listopadu 2013 | Bol, Chorvatsko            | antuka     | Ema Mikulčićová      | 3–6, 6–0, 6–3      |
| Finalistka | 3.  | 17. března 2014    | Antalya, Turecko           | tvrdý      | Denisa Allertová     | 3–6, 2–6           |
| Vítězka    | 6.  | 16. června 2014    | Přerov, Česko              | antuka     | Lenka Juríková       | 6–3, 6–4           |
| Vítězka    | 7.  | 30. června 2014    | Toruň, Polsko              | antuka     | Maria Sakkariová     | 6–4, 6–1           |
| Vítězka    | 8.  | 27. října 2014     | Istanbul, Turecko          | tvrdý (h)  | Viktorija Golubicová | 6–1, 6–4           |
| Finalistka | 4.  | 23. února 2015     | Beinasco, Itálie           | antuka (h) | Kristína Kučová      | 4–6, 6–7(3–7)      |
| Vítězka    | 9.  | 13. července 2015  | Olomouc, Česko             | antuka     | Petra Cetkovská      | 3–6, 6–4, 7–6(7–5) |
| Finalistka | 5.  | 3. srpna 2015      | Plzeň, Česko               | antuka     | Andrea Hlaváčková    | 6–3, 2–6, 3–6      |
| Finalistka | 6.  | 26. března 2017    | Mornington, Austrálie      | antuka     | Destanee Aiavová     | 2–6, 6–4, 2–6      |
| Finalistka | 7.  | 1. dubna 2017      | Mornington, Austrálie      | antuka     | Shérazad Reixová     | 6–7(3–7), 4–6      |
| Vítězka    | 10. | 1. července 2018   | Toruň, Polsko              | antuka     | Rebecca Šramková     | 7–5, 6–1           |
| Vítězka    | 11. | 7. dubna 2019      | Palm Harbor, Spojené státy | tvrdý (h)  | Nicole Gibbsová      | 6–0, 6–1           |
| Vítězka    | 12. | 14. dubna 2019     | Pelham, Spojené státy      | antuka     | Caroline Dolehideová | 6–4, 6–3           |
| Vítězka    | 13. | 5. května 2019     | Wiesbaden, Německo         | antuka     | Katarina Zavacká     | 6–4, 7–6(7–2)      |
| Vítězka    | 14. | 23. června 2019    | Staré Splavy, Česko        | antuka     | Denisa Allertová     | 6–2, 6–3           |

### Čtyřhra: 26 (19–7)
| Stav       | č.  | datum              | turnaj                        | povrch | spoluhráčka          | soupeřy ve finále                             | výsledek                |
| ---------- | --- | ------------------ | ----------------------------- | ------ | -------------------- | --------------------------------------------- | ----------------------- |
| Vítězka    | 1.  | 2. září 2011       | Osijek, Chorvatsko            | antuka | Aneta Dvořáková      | Diana Bogoliyová Alena Tarasová               | 7–5, 6–2                |
| Vítězka    | 2.  | 29. říjen 2011     | Dubrovník, Chorvatsko         | antuka | Viktoria Kanová      | Martina Kubičíková Dalia Zafirová             | 7–6(7–3), 6–0           |
| Vítězka    | 3.  | 31. srpen 2012     | Osijek, Chorvatsko            | antuka | Aneta Dvořáková      | Kateřina Kramperová Petra Krejsová            | 6–4, 3–6, 10–8          |
| Vítězka    | 4.  | 12. říjen 2012     | Sarajevo, Bosna a Hercegovina | antuka | Tereza Malíková      | Angelica Moratelliová Milana Spremová         | 6–3, 6–2                |
| Finalistka | 1.  | 20. říjen 2012     | Dubrovník, Chorvatsko         | antuka | Martina Kubičíková   | Giulia Bruzzoneová Chiara Mendová             | 4–6, 2–6                |
| Vítězka    | 5.  | 26. říjen 2012     | Dubrovník, Chorvatsko         | antuka | Tereza Malíková      | Lucia Butkovská Christina Shakovetsová        | 7–5, 7–6(7–5)           |
| Vítězka    | 6.  | 12. duben 2013     | Bol, Chorvatsko               | antuka | Polina Leykinová     | Jana Fettová Bernarda Peraová                 | 6–3, 6–3                |
| Vítězka    | 7.  | 19. duben 2013     | Šibenik, Chorvatsko           | antuka | Polina Leykinová     | Cindy Burgerová Anna Klasenová                | 3–6, 6–3, 12–10         |
| Finalistka | 2.  | 4. srpen 2013      | Bad Saulgau, Německo          | antuka | Kateřina Siniaková   | Laura-Ioana Andreiová Elena Bogdanová         | 6–7(11–13), 6–4, [10–8] |
| Vítězka    | 8.  | 11. srpen 2013     | Hechingen, Německo            | antuka | Kateřina Siniaková   | Laura-Ioana Andreiová Laura Thorpeová         | 6–1, 6–4                |
| Vítězka    | 9.  | 19. října 2013     | Dubrovník, Chorvatsko         | antuka | Lenka Juríková       | Gabriela Pantůčková Polona Rebersaková        | 7–5, 3–6, 10–4          |
| Finalistka | 3.  | 25. října 2013     | Dubrovník 2, Chorvatsko       | antuka | Lenka Juríková       | Agnes Buktová Vivien Juhaszová                | 3–6, 3–6                |
| Finalistka | 4.  | 2. listopadu 2013  | Umag, Chorvatsko              | antuka | Agnes Buktová        | Tereza Malíková Vivien Juhaszová              | 4–6, 6–7(5–7)           |
| Vítězka    | 10. | 16. listopadu 2013 | Bol, Chorvatsko               | antuka | Demi Schuursová      | Tereza Malíková Vivien Juhaszová              | 6–2, 6–4                |
| Vítězka    | 11. | 25. listopadu 2013 | Bol, Chorvatsko               | antuka | Ana Bianca Mihăilă   | Bojana Marinkovićová Natalija Šipeková        | 6–2, 6–2                |
| Finalistka | 5.  | 24. března 2014    | Antalya, Turecko              | tvrdý  | İpek Soyluová        | Susanne Celiková Kotomi Takahatová            | 4–6, 3–6                |
| Vítězka    | 12. | 26. května 2014    | Maribor, Slovinsko            | antuka | Kateřina Siniaková   | Cindy Burgerová Daniela Seguelová             | 6–0, 6–1                |
| Vítězka    | 13. | 2. června 2014     | Sarajevo, Bosna a Hercegovina | antuka | Viktorija Tomovová   | Carolin Danielsová Melis Sezerová             | 7–6(7–3), 6–2           |
| Finalistka | 6.  | 14. července 2014  | Olomouc, Česko                | antuka | Aleksandra Krunićová | Petra Cetkovská Renata Voráčová               | 2–6, 6–4, [7–10]        |
| Vítězka    | 14. | 21. července 2014  | Sobota, Polsko                | antuka | Aleksandra Krunićová | Anastasija Vasyljevová Maryna Zanevská        | 3–6, 6–0, [10–6]        |
| Vítězka    | 15. | 8. června 2015     | Padova, Itálie                | antuka | María Irigoyenová    | Réka Luca Janiová Paula Ormaecheaová          | 6–4, 6–2                |
| Vítězka    | 16. | 15. června 2015    | Montpellier, Francie          | antuka | María Irigoyenová    | Laura Siegemundová Renata Voráčová            | 6–4, 6–2                |
| Vítězka    | 17. | 3. srpna 2015      | Plzeň, Česko                  | antuka | Rebecca Petersonová  | Lenka Kunčíková Karolína Stuchlová            | 6–4, 6–3                |
| Finalistka | 7.  | 28. září 2015      | Victoria, Mexiko              | tvrdý  | María Irigoyenová    | Ysaline Bonaventureová Elise Mertensová       | 4–6, 6–4, [6–10]        |
| Vítězka    | 18. | 5. října 2015      | Tampico, Mexiko               | tvrdý  | María Irigoyenová    | Verónica Cepedeová Roygová Marina Melnikovová | 7–5, 6–2                |
| Vítězka    | 19. | 1. dubna 2017      | Mornington, Austrálie         | antuka | Julia Glušková       | Jessica Mooreová Varatčaja Vongteančajová     | 6–4, 2–6, [11–9]        |

## Finále soutěží družstev: 1 (1–0)
| Výsledek | datum a místo konání                                             | spoluhráčky                                       | soupeřky                                                              | skóre        | zdroj |
| -------- | ---------------------------------------------------------------- | ------------------------------------------------- | --------------------------------------------------------------------- | ------------ | ----- |
| Vítězka  | Fed Cup 2018 10.–11. listopadu 2018 Praha, Česko tvrdý, O2 arena | Petra Kvitová Kateřina Siniaková Barbora Strýcová | Spojené státy                                                         | 3–0 (detail) | [ 2 ] |
| Vítězka  | Fed Cup 2018 10.–11. listopadu 2018 Praha, Česko tvrdý, O2 arena | Petra Kvitová Kateřina Siniaková Barbora Strýcová | Danielle Collinsová Sofia Keninová Alison Riskeová Nicole Melicharová | 3–0 (detail) | [ 2 ] |

## Finále na juniorském Grand Slamu

### Čtyřhra juniorek: 4 (3–1)
| Stav       | rok  | turnaj          | povrch | spoluhráčka            | soupeřky ve finále                         | výsledek         |
| ---------- | ---- | --------------- | ------ | ---------------------- | ------------------------------------------ | ---------------- |
| Finalistka | 2013 | Australian Open | tvrdý  | Olexandra Korašviliová | Ana Konjuhová Carol Zhaová                 | 7–5, 4–6, [7–10] |
| Vítězka    | 2013 | French Open     | antuka | Kateřina Siniaková     | Doménica Gonzálezová Beatriz Haddad Maiová | 7–5, 6–2         |
| Vítězka    | 2013 | Wimbledon       | tráva  | Kateřina Siniaková     | Anhelina Kalininová Iryna Šymanovičová     | 6–3, 6–1         |
| Vítězka    | 2013 | US Open         | tvrdý  | Kateřina Siniaková     | Belinda Bencicová Sara Sorribesová Tormová | 6–3, 6–4         |

## Chronologie výsledků

### Dvouhra
| Grand Slam                                             |                    |                    |                    |                    |                    |                    |             |            |            |            |         |         |                |                |                |
| Australian Open                                        | A                  | Q2                 | Q3                 | Q2                 | Q3                 | Q2                 | 2. kolo     | 2. kolo    | ČF         | 4. kolo    | ČF      | A       | 0 / 5          | 13–5           |                |
| French Open                                            | A                  | Q2                 | A                  | A                  | 1. kolo            | Q1                 | 4. kolo     | Vítěz      | 1. kolo    | 1. kolo    | 1. kolo | 2. kolo | 1 / 7          | 11–6           |                |
| Wimbledon                                              | A                  | Q1                 | Q1                 | Q2                 | A                  | A                  | NH          | 4. kolo    | 3. kolo    | 2. kolo    | Vítěz   | 3. kolo | 1 / 5          | 15–4           |                |
| US Open                                                | Q3                 | Q1                 | A                  | Q1                 | Q1                 | Q2                 | A           | ČF         | 2. kolo    | 1. kolo    | 2. kolo |         | 0 / 4          | 6–4            |                |
| výhry–prohry                                           | 0–0                | 0–0                | 0–0                | 0–0                | 0–1                | 0–0                | 4–2         | 15–3       | 7–4        | 4–4        | 12–3    | 3–2     | 2 / 21         | 45–19          |                |
| Závěrečné turnaje roku                                 |                    |                    |                    |                    |                    |                    |             |            |            |            |         |         |                |                |                |
| Turnaj mistryň                                         | nekvalifikovala se | nekvalifikovala se | nekvalifikovala se | nekvalifikovala se | nekvalifikovala se | nekvalifikovala se | NH          | ZS         | DNQ        | DNQ        | SF      |         | 0 / 2          | 2–5            |                |
| Elite Trophy                                           | NH                 | nekvalifikovala se | nekvalifikovala se | nekvalifikovala se | nekvalifikovala se | nekvalifikovala se | nekonal se  | nekonal se | nekonal se | ZS         | NH      |         | 0 / 1          | 1–1            |                |
| Národní reprezentace                                   |                    |                    |                    |                    |                    |                    |             |            |            |            |         |         |                |                |                |
| Letní olympijské hry                                   | nekonaly se        | nekonaly se        | A                  | nekonaly se        | nekonaly se        | nekonaly se        | nekonaly se | 3. kolo    | NH         | NH         | ČF      | NH      | 0 / 2          | 5–2            |                |
| Billie Jean King Cup                                   | A                  | A                  | A                  | A                  | Vítěz              | ČF                 | NH1         | ZS         | A          | SF         | A       |         | 1 / 4          | 2–3            |                |
| Turnaje WTA 1000 (dříve Premier Mandatory a Premier 5) |                    |                    |                    |                    |                    |                    |             |            |            |            |         |         |                |                |                |
| Dauhá                                                  | A                  | NP5                | A                  | NP5                | A                  | NP5                | A           | NW1        | 3. kolo    | NW1        | A       | A       | 0 / 1          | 1–1            |                |
| Dubaj                                                  | NP5                | A                  | NP5                | A                  | NP5                | A                  | NP5         | F          | NW1        | Vítěz      | A       | A       | 1 / 2          | 11–1           |                |
| Indian Wells                                           | A                  | A                  | A                  | A                  | Q2                 | A                  | NH          | 4. kolo    | A          | 4. kolo    | A       | A       | 0 / 2          | 4–2            |                |
| Miami                                                  | A                  | A                  | A                  | A                  | Q2                 | A                  | NH          | 2. kolo    | A          | 4. kolo    | A       | A       | 0 / 2          | 3–2            |                |
| Madrid                                                 | A                  | A                  | A                  | A                  | Q1                 | A                  | NH          | 1. kolo    | A          | 4. kolo    | 2. kolo | A       | 0 / 3          | 2–3            |                |
| Řím                                                    | A                  | A                  | A                  | A                  | A                  | A                  | A           | 3. kolo    | A          | 3. kolo    | A       | A       | 0 / 2          | 3–2            |                |
| Toronto/Montreal                                       | A                  | A                  | A                  | Q2                 | 1. kolo            | Q1                 | NH          | A          | 1. kolo    | A          | A       | 1. kolo | 0 / 3          | 0–3            |                |
| Cincinnati                                             | A                  | A                  | A                  | A                  | A                  | A                  | A           | ČF         | 1. kolo    | 1. kolo    | A       | 4. kolo | 0 / 4          | 6–4            |                |
| Wu-chan                                                | A                  | A                  | A                  | A                  | A                  | A                  | nekonal se  | nekonal se | nekonal se | nekonal se | 2. kolo |         | 0 / 1          | 0–1            |                |
| Peking                                                 | A                  | A                  | A                  | A                  | A                  | A                  | nekonal se  | nekonal se | nekonal se | 1. kolo    | 2. kolo |         | 0 / 2          | 0–2            |                |
| Guadalajara                                            | nekonal se         | nekonal se         | nekonal se         | nekonal se         | nekonal se         | nekonal se         | nekonal se  | nekonal se | 1. kolo    | A          | N1000   | N1000   | 0 / 1          | 0–1            |                |
| Celková statistika všech turnajů WTA Tour              |                    |                    |                    |                    |                    |                    |             |            |            |            |         |         |                |                |                |
| Turnaje                                                | 1                  | 1                  | 5                  | 4                  | 3                  | 1                  | 5           | 17         | 17         | 20         | 15      | 7       | 96             | 96             | 96             |
| Tituly                                                 | 0                  | 0                  | 0                  | 0                  | 0                  | 0                  | 0           | 3          | 2          | 2          | 1       | 0       | 8              | 8              | 8              |
| Finálové účasti                                        | 0                  | 0                  | 0                  | 1                  | 0                  | 0                  | 0           | 4          | 3          | 4          | 1       | 0       | 13             | 13             | 13             |
| tvrdý V–P                                              | 1–1                | 0–1                | 1–2                | 0–1                | 1–2                | 0–0                | 5–3         | 26–14      | 21–10      | 24–12      | 8–8     | 3–2     | 5 / 56         | 90–56          |                |
| antuka V–P                                             | 0–0                | 0–0                | 1–3                | 5–3                | 0–1                | 2–1                | 4–2         | 15–3       | 2–3        | 5–5        | 3–5     | 1–2     | 2 / 29         | 41–29          |                |
| tráva V–P                                              | 0–0                | 0–0                | 0–0                | 0–0                | 0–0                | 0–0                | 0–0         | 3–1        | 2–2        | 5–2        | 9–2     | 4–2     | 1 / 11         | 23–9           |                |
| celkem V–P                                             | 1–1                | 0–1                | 2–5                | 5–4                | 1–3                | 2–1                | 9–5         | 44–18      | 25–15      | 34–19      | 20–15   | 8–6     | 8 / 95         | 151–92         |                |
| Konečný žebříček                                       | 188.               | 187.               | 250.               | 126.               | 203.               | 135.               | 65.         | 5.         | 21.        | 10.        | 10.     |         | 15 825 633 USD | 15 825 633 USD | 15 825 633 USD |

### Ženská čtyřhra
| Turnaj                                                 | 2015    | 2016    | 2017        | 2018        | 2019        | 2020        | 2021       | 2022       | 2023       | 2024    | 2025    | SR       | V–P     |     |
| ------------------------------------------------------ | ------- | ------- | ----------- | ----------- | ----------- | ----------- | ---------- | ---------- | ---------- | ------- | ------- | -------- | ------- | --- |
| Grand Slam                                             |         |         |             |             |             |             |            |            |            |         |         |          |         |     |
| Australian Open                                        | A       | 2. kolo | 2. kolo     | 3. kolo     | ČF          | SF          | F          | Vítěz      | Vítěz      | ČF      | A       | 2 / 9    | 31–7    |     |
| French Open                                            | 1. kolo | SF      | 3. kolo     | Vítěz       | 1. kolo     | SF          | Vítěz      | A          | 1. kolo    | 3. kolo | A       | 2 / 9    | 24–7    |     |
| Wimbledon                                              | A       | 1. kolo | 1. kolo     | Vítěz       | SF          | NH          | ČF         | Vítěz      | A          | ČF      | 3. kolo | 2 / 8    | 22–5    |     |
| US Open                                                | A       | ČF      | 3. kolo     | SF          | A           | A           | 1. kolo    | Vítěz      | 2. kolo    | A       |         | 1 / 6    | 16–5    |     |
| výhry–prohry                                           | 0–1     | 8–4     | 5–4         | 18–2        | 7–3         | 8–2         | 12–3       | 18–0       | 7–2        | 8–3     | 2–0     | 7 / 32   | 92–24   |     |
| Závěrečné turnaje roku                                 |         |         |             |             |             |             |            |            |            |         |         |          |         |     |
| Turnaj mistryň                                         | DNQ     | DNQ     | DNQ         | F           | ZS          | NH          | Vítěz      | F          | ZS         | DNQ     |         | 1 / 5    | 13–6    |     |
| Národní reprezentace                                   |         |         |             |             |             |             |            |            |            |         |         |          |         |     |
| Letní olympijské hry                                   | NH      | A       | nekonaly se | nekonaly se | nekonaly se | nekonaly se | Zlato      | NH         | NH         | ČF      | NH      | 1 / 2    | 7–1     |     |
| Billie Jean King Cup                                   | A       | A       | A           | Vítěz       | ČF          | NH1         | ZS         | A          | SF         | A       |         | 1 / 4    | 3–2     |     |
| Turnaje WTA 1000 (dříve Premier Mandatory a Premier 5) |         |         |             |             |             |             |            |            |            |         |         |          |         |     |
| Dubaj                                                  | A       | NP5     | A           | NP5         | A           | NP5         | ČF         | NW1        | A          | A       | A       | 0 / 1    | 1–1     |     |
| Dauhá                                                  | NP5     | 2. kolo | NP5         | SF          | NP5         | SF          | NW1        | ČF         | NW1        | A       | A       | 0 / 4    | 7–4     |     |
| Indian Wells                                           | A       | A       | A           | 2. kolo     | F           | NH          | ČF         | A          | Vítěz      | A       | A       | 1 / 4    | 12–3    |     |
| Miami                                                  | A       | A       | A           | F           | 2. kolo     | NH          | 2. kolo    | A          | A          | A       | A       | 0 / 3    | 5–3     |     |
| Madrid                                                 | A       | A       | 2. kolo     | 2. kolo     | ČF          | NH          | Vítěz      | A          | A          | F       | A       | 1 / 5    | 10–4    |     |
| Řím                                                    | A       | A       | ČF          | 1. kolo     | SF          | A           | ČF         | A          | A          | A       | A       | 0 / 4    | 5–4     |     |
| Toronto/Montreal                                       | A       | A       | 2. kolo     | 2. kolo     | Vítěz       | NH          | A          | 2. kolo    | A          | A       | ČF      | 1 / 5    | 7–4     |     |
| Cincinnati                                             | A       | A       | A           | ČF          | ČF          | A           | SF         | 2. kolo    | ČF         | A       | ČF      | 0 / 6    | 6–5     |     |
| Wu-chan                                                | A       | A       | A           | A           | A           | nekonal se  | nekonal se | nekonal se | nekonal se | 2. kolo |         | 0 / 1    | 1–1     |     |
| Peking                                                 | A       | A       | A           | A           | A           | nekonal se  | nekonal se | nekonal se | 2. kolo    | A       |         | 0 / 1    | 0–1     |     |
| Celková statistika všech turnajů WTA Tour              |         |         |             |             |             |             |            |            |            |         |         |          |         |     |
| Turnaje                                                | 6       | 11      | 15          | 17          | 12          | 7           | 15         | 11         | 11         | 12      | 6       | 125      | 125     | 125 |
| Tituly                                                 | 1       | 0       | 0           | 2           | 2           | 1           | 5          | 3          | 4          | 1       | 0       | 19       | 19      | 19  |
| Finálové účasti                                        | 1       | 1       | 1           | 5           | 3           | 2           | 6          | 4          | 4          | 2       | 0       | 30       | 30      | 30  |
| celkem V–P                                             | 6–5     | 19–11   | 16–15       | 37–15       | 25–12       | 22–5        | 40–10      | 29–7       | 25–9       | 24–8    | 8–3     | 19 / 125 | 256–105 |     |

Vysvětlivky
1. ↑  Odstoupení před 3. kolem Wimbledonu 2025 nebylo započítáno jako porážka.
2. ↑  Odstoupení před čtvrtfinále Cincinnati Open 2025 nebylo započítáno jako porážka.

### Smíšená čtyřhra
| Turnaj          | 2016    | 2017    | 2018 | 2019  | 2020  | 2021  | 2022 | 2023 | 2024    | 2025 | SR     | V–P  |
| --------------- | ------- | ------- | ---- | ----- | ----- | ----- | ---- | ---- | ------- | ---- | ------ | ---- |
| Australian Open | A       | 1. kolo | A    | Vítěz | Vítěz | Vítěz | A    | A    | A       | A    | 3 / 4  | 15–1 |
| French Open     | A       | 1. kolo | A    | A     | NH    | ČF    | A    | A    | 2. kolo | A    | 0 / 3  | 2–2  |
| Wimbledon       | 2. kolo | 3. kolo | A    | A     | NH    | A     | A    | A    | A       | A    | 0 / 2  | 2–2  |
| US Open         | ČF      | A       | A    | A     | NH    | A     | A    | A    | ČF      |      | 0 / 2  | 4–2  |
| Výhry–prohry    | 3–2     | 1–3     | 0–0  | 5–0   | 5–0   | 6–1   | 0–0  | 0–0  | 3–1     | 0–0  | 3 / 11 | 23–7 |

Vysvětlivky
1. ↑  Odstoupení před utkáním druhého kola není započítáno jako prohra.

| Legenda | Legenda                                   | Legenda | Legenda                     |
| ------- | ----------------------------------------- | ------- | --------------------------- |
| SR      | poměr vyhraných turnajů ku všem odehraným | W–L V–P | výhry–prohry                |
| NH      | daný rok se turnaj nekonal                | A       | turnaje se hráč nezúčastnil |
| 1Q / LQ | prohra v (kole) kvalifikace               | 1k / 1R | prohra v daném kole turnaje |
| QF / ČF | prohra ve čtvrtfinále                     | SF      | prohra v semifinále         |
| F       | prohra ve finále                          | Vítěz   | vítězství v turnaji         |

## Reprezentace

### Billie Jean King Cup
| Stav   | č.          | utkání      | typ         | spoluhráčka                                                                      | tým soupeře                                                                      | soupeřky                                                                         | výsledek                                                                         |
| ------ | ----------- | ----------- | ----------- | -------------------------------------------------------------------------------- | -------------------------------------------------------------------------------- | -------------------------------------------------------------------------------- | -------------------------------------------------------------------------------- |
|        | CZE–ROM 2–3 | CZE–ROM 2–3 | CZE–ROM 2–3 | 9.–10. února 2019; Ostrava, Česko; 1. kolo Světové skupiny; tvrdý (hala)         | 9.–10. února 2019; Ostrava, Česko; 1. kolo Světové skupiny; tvrdý (hala)         | 9.–10. února 2019; Ostrava, Česko; 1. kolo Světové skupiny; tvrdý (hala)         | 9.–10. února 2019; Ostrava, Česko; 1. kolo Světové skupiny; tvrdý (hala)         |
| Prohra | 1.          | 5.          | čtyřhra     | Kateřina Siniaková                                                               | Rumunsko                                                                         | Irina-Camelia Beguová Monica Niculescuová                                        | 7–6, 4–6, 4–6                                                                    |
|        | CZE–CAN 4–0 | CZE–CAN 4–0 | CZE–CAN 4–0 | 20.–21. dubna 2019; Prostějov, Česko; baráž Světové skupiny; antuka (hala)       | 20.–21. dubna 2019; Prostějov, Česko; baráž Světové skupiny; antuka (hala)       | 20.–21. dubna 2019; Prostějov, Česko; baráž Světové skupiny; antuka (hala)       | 20.–21. dubna 2019; Prostějov, Česko; baráž Světové skupiny; antuka (hala)       |
| Výhra  | 2.          | 5.          | čtyřhra     | Kateřina Siniaková                                                               | Kanada                                                                           | Gabriela Dabrowská Sharon Fichmanová                                             | 7–6(7–4),7–5                                                                     |
|        | CZE–GER 2–1 | CZE–GER 2–1 | CZE–GER 2–1 | 1. listopadu 2021; Praha, Česko; Finálový turnaj, základní skupina; tvrdý (hala) | 1. listopadu 2021; Praha, Česko; Finálový turnaj, základní skupina; tvrdý (hala) | 1. listopadu 2021; Praha, Česko; Finálový turnaj, základní skupina; tvrdý (hala) | 1. listopadu 2021; Praha, Česko; Finálový turnaj, základní skupina; tvrdý (hala) |
| Prohra | 3.          | 2.          | dvouhra     | dvouhra                                                                          | Německo                                                                          | Angelique Kerberová                                                              | 7–6, 0–6, 4–6                                                                    |
|        | CZE–SUI 1–2 | CZE–SUI 1–2 | CZE–SUI 1–2 | 4. listopadu 2021; Praha, Česko; Finálový turnaj, základní skupina; tvrdý (hala) | 4. listopadu 2021; Praha, Česko; Finálový turnaj, základní skupina; tvrdý (hala) | 4. listopadu 2021; Praha, Česko; Finálový turnaj, základní skupina; tvrdý (hala) | 4. listopadu 2021; Praha, Česko; Finálový turnaj, základní skupina; tvrdý (hala) |
| Prohra | 4.          | 2.          | dvouhra     | dvouhra                                                                          | Švýcarsko                                                                        | Belinda Bencicová                                                                | 6–7, 4–6                                                                         |
|        | CZE–UKR 3–1 | CZE–UKR 3–1 | CZE–UKR 3–1 | 14.–15. dubna 2023; Belek, Turecko; Kvalifikační kolo; antuka                    | 14.–15. dubna 2023; Belek, Turecko; Kvalifikační kolo; antuka                    | 14.–15. dubna 2023; Belek, Turecko; Kvalifikační kolo; antuka                    | 14.–15. dubna 2023; Belek, Turecko; Kvalifikační kolo; antuka                    |
| Výhra  | 5.          | 2.          | dvouhra     | dvouhra                                                                          | Ukrajina                                                                         | Katarina Zavacká                                                                 | 6–4, 6–3                                                                         |
| Prohra | 6.          | 3.          | dvouhra     | dvouhra                                                                          | Ukrajina                                                                         | Marta Kosťuková                                                                  | 6–3, 1–6, 4–6                                                                    |

### Letní olympijské hry

#### Ženská dvouhra: 7 (5–2)
| Stav                                                                                     | č. | soupeřka                        | fáze        | výsledek           |
| ---------------------------------------------------------------------------------------- | -- | ------------------------------- | ----------- | ------------------ |
| Hry XXXII. olympiády 24. července – 1. srpna 2021, Tenisový park Ariake, Tokio, DecoTurf |    |                                 |             |                    |
| Výhra                                                                                    | 1. | Zarina Dijasová (KAZ)           | 1. kolo     | 5–2skreč           |
| Výhra                                                                                    | 2. | Leylah Fernandezová (CAN)       | 1. kolo     | 6–2, 6–4           |
| Prohra                                                                                   | 1. | Belinda Bencicová (SUI)         | 3. kolo     | 6–1, 2–6, 3–6      |
| Hry XXXIII. olympiády 27. července – 4. srpna 2024, Stade Roland-Garros, Paříž, antuka   |    |                                 |             |                    |
| Výhra                                                                                    | 3. | Sara Sorribesová Tormová (ESP)  | 1. kolo     | 4–6, 6–0, 7–6(7–3) |
| Výhra                                                                                    | 4. | Wang Sin-jü (CHN)               | 2. kolo     | 6–3, 6–2           |
| Výhra                                                                                    | 5. | Elina Svitolinová (UKR)         | 3. kolo     | 7–6(7–5), 2–6, 6–4 |
| Prohra                                                                                   | 2. | Anna Karolína Schmiedlová (SVK) | čtvrtfinále | 4–6, 2–6           |

#### Ženská čtyřhra: 8 (7–1)
| Stav                                                                                     | č. | spoluhráčka              | soupeřky                                              | fáze           | výsledek         |
| ---------------------------------------------------------------------------------------- | -- | ------------------------ | ----------------------------------------------------- | -------------- | ---------------- |
| Hry XXXII. olympiády 24. července – 1. srpna 2021, Tenisový park Ariake, Tokio, DecoTurf |    |                          |                                                       |                |                  |
| Výhra                                                                                    | 1. | Kateřina Siniaková (CZE) | Sie Jü-ťie (TPE) · Su Čche-jü (TPE)                   | 1. kolo        | 6–2, 6–1         |
| Výhra                                                                                    | 2. | Kateřina Siniaková (CZE) | Paula Badosová (ESP) · Sara Sorribesová Tormová (ESP) | 2. kolo        | 6–2, 5–7, [10–5] |
| Výhra                                                                                    | 3. | Kateřina Siniaková (CZE) | Ashleigh Bartyová (AUS) · Storm Sandersová (AUS)      | čtvrtfinále    | 3–6, 6–4, [10–7] |
| Výhra                                                                                    | 4. | Kateřina Siniaková (CZE) | Veronika Kuděrmetovová (ROC) · Jelena Vesninová (ROC) | semifinále     | 6–3, 3–6, [10–6] |
| Zlato                                                                                    | 5. | Kateřina Siniaková (CZE) | Belinda Bencicová (SUI) · Viktorija Golubicová (SUI)  | utkání o zlato | 7–5, 6–1         |
| Hry XXXIII. olympiády 27. července – 4. srpna 2024, Stade Roland-Garros, Paříž, antuka   |    |                          |                                                       |                |                  |
| Výhra                                                                                    | 6. | Kateřina Siniaková (CZE) | Čan Chao-čching (TPE) · Latisha Chan (TPE)            | 1. kolo        | 6–4, 6–0         |
| Výhra                                                                                    | 7. | Kateřina Siniaková (CZE) | Šúko Aojamová (JPN) · Ena Šibaharaová (JPN)           | 2. kolo        | 7–5, 6–4         |
| Prohra                                                                                   | 1. | Kateřina Siniaková (CZE) | Mirra Andrejevová (AIN) · Diana Šnajderová (AIN)      | čtvrtfinále    | 1–6, 5–7         |

## Vítězství nad hráčkami Top 10
Přehled
| Sezóna    | 2021 | 2022 | 2023 | 2024 | Celkem |
| --------- | ---- | ---- | ---- | ---- | ------ |
| Vítězství | 4    | 3    | 4    | 4    | 15     |

Vítězství
| Č.                                     | hráčka top 10       | WTA | turnaj                                | povrch    | fáze             | skóre                | BK  |
| -------------------------------------- | ------------------- | --- | ------------------------------------- | --------- | ---------------- | -------------------- | --- |
| Sezóna 2021                            |                     |     |                                       |           |                  |                      |     |
| 1.                                     | Sofia Keninová      | 5.  | Řím, Itálie                           | antuka    | 2. kolo          | 6–1, 6–4             | 40. |
| 2.                                     | Elina Svitolinová   | 6.  | French Open, Paříž, Francie           | antuka    | 3. kolo          | 6–3, 6–2             | 33. |
| 3.                                     | Garbiñe Muguruzaová | 9.  | Cincinnati, Spojené státy             | tvrdý     | 3. kolo          | 6–1, 6–7(5–7), 6–2   | 10. |
| 4.                                     | Garbiñe Muguruzaová | 10. | US Open, New York, Spojené státy      | tvrdý     | 4. kolo          | 6–3, 7–6(6–4)        | 9.  |
| Sezóna 2022                            |                     |     |                                       |           |                  |                      |     |
| 5.                                     | Anett Kontaveitová  | 7.  | Sydney, Austrálie                     | tvrdý     | semifinále       | 0–6, 6–4, 7–6(14–12) | 4.  |
| 6.                                     | Anett Kontaveitová  | 4.  | Tallinn, Estonsko                     | tvrdý (h) | finále           | 6–2, 6–3             | 27. |
| 7.                                     | Iga Świąteková      | 1.  | Ostrava, Česko                        | tvrdý (h) | finále           | 5–7, 7–6(7–4), 6–3   | 23. |
| Sezóna 2023                            |                     |     |                                       |           |                  |                      |     |
| 8.                                     | Darja Kasatkinová   | 8.  | Dubaj, Spojené arabské emiráty        | tvrdý     | 2. kolo          | 6–4, 4–6, 7–5        | 30. |
| 9.                                     | Aryna Sabalenková   | 2.  | Dubaj, Spojené arabské emiráty        | tvrdý     | čtvrtfinále      | 0–6, 7–6(7–2), 6–1   | 30. |
| 10.                                    | Jessica Pegulaová   | 3.  | Dubaj, Spojené arabské emiráty        | tvrdý     | semifinále       | 6–1, 5–7, 6–0        | 30. |
| 11.                                    | Iga Świąteková      | 1.  | Dubaj, Spojené arabské emiráty        | tvrdý     | finále           | 6–4, 6–2             | 30. |
| Sezóna 2024                            |                     |     |                                       |           |                  |                      |     |
| 12.                                    | Jelena Rybakinová   | 4.  | Wimbledon, Londýn, Spojené království | tráva     | semifinále       | 3–6, 6–3, 6–4        | 32. |
| 13.                                    | Jasmine Paoliniová  | 7.  | Wimbledon, Londýn, Spojené království | tráva     | finále           | 6–2, 2–6, 6–4        | 32. |
| 14.                                    | Jessica Pegulaová   | 6.  | WTA Finals, Rijád, Saúdská Arábie     | tvrdý (h) | základní skupina | 6–3, 6–3             | 13. |
| 15.                                    | Coco Gauffová       | 3.  | WTA Finals, Rijád, Saúdská Arábie     | tvrdý (h) | základní skupina | 7–5, 6–4             | 13. |
| výhra nad úřadující světovou jedničkou |                     |     |                                       |           |                  |                      |     |

## Nejdelší série neporazitelnosti

### 15zápasová neporazitelnost (2021)
| Č.     | turnaj                       | kategorie  | začátek         | povrch | kolo        | soupeřka                        | WTA  | výsledek           |
| ------ | ---------------------------- | ---------- | --------------- | ------ | ----------- | ------------------------------- | ---- | ------------------ |
| prohra | Internazionali BNL d'Italia  | WTA 1000   | 9. května 2021  | antuka | 3. kolo     | Iga Świąteková                  | 15.  | 6–3, 6–7(5–7), 5–7 |
| 1.     | Internationaux de Strasbourg | WTA 250    | 23. května 2021 | antuka | 1. kolo     | Océane Dodinová                 | 115. | 6–3, 3–0skreč      |
| 2.     | Internationaux de Strasbourg | WTA 250    | 23. května 2021 | antuka | 2. kolo     | Caroline Garciaová              | 57.  | 3–6, 6–2, 6–1      |
| 3.     | Internationaux de Strasbourg | WTA 250    | 23. května 2021 | antuka | čtvrtfinále | Jekatěrina Alexandrovová (3)    | 33.  | 7–6(7–4), 6–1      |
| 4.     | Internationaux de Strasbourg | WTA 250    | 23. května 2021 | antuka | semifinále  | Jule Niemeierová (Q)            | 216. | 5–7, 6–3, 6–4      |
| 5.     | Internationaux de Strasbourg | WTA 250    | 23. května 2021 | antuka | finále (1)  | Sorana Cîrsteaová               | 61.  | 6–3, 6–3           |
| 6.     | French Open                  | Grand Slam | 30. května 2021 | antuka | 1. kolo     | Kristýna Plíšková               | 89.  | 5–7, 6–4, 6–2      |
| 7.     | French Open                  | Grand Slam | 30. května 2021 | antuka | 2. kolo     | Jekatěrina Alexandrovová (32)   | 34.  | 6–2, 6–3           |
| 8.     | French Open                  | Grand Slam | 30. května 2021 | antuka | 3. kolo     | Elina Svitolinová (5)           | 6.   | 6–3, 6–2           |
| 9.     | French Open                  | Grand Slam | 30. května 2021 | antuka | 4. kolo     | Sloane Stephensová              | 59.  | 6–2, 6–0           |
| 10.    | French Open                  | Grand Slam | 30. května 2021 | antuka | čtvrtfinále | Coco Gauffová (24)              | 25.  | 7–6(8–6), 6–3      |
| 11.    | French Open                  | Grand Slam | 30. května 2021 | antuka | semifinále  | Maria Sakkariová (17)           | 18.  | 7–5, 4–6, 9–7      |
| 12.    | French Open                  | Grand Slam | 30. května 2021 | antuka | finále (2)  | Anastasija Pavljučenkovová (31) | 27.  | 6–1, 2–6, 6–4      |
| 13.    | Wimbledon                    | Grand Slam | 28. června 2021 | tráva  | 1. kolo     | Clara Tausonová                 | 93   | 6–3, 6–2           |
| 14.    | Wimbledon                    | Grand Slam | 28. června 2021 | tráva  | 2. kolo     | Andrea Petkovicová (PR)         | 130. | 7–5, 6–4           |
| 15.    | Wimbledon                    | Grand Slam | 28. června 2021 | tráva  | 3. kolo     | Anastasija Sevastovová          | 56.  | 7–6(7–1), 3–6, 7–5 |
| prohra | Wimbledon                    | Grand Slam | 28. června 2021 | tráva  | 4. kolo     | Ashleigh Bartyová               | 1.   | 5–7, 3–6           |